# Victoria Principal
Vicki Ree Principal (Fukuoka, 3 de gener de 1950), més tard coneguda com a Victoria Principal, és una actriu, productora, emprenedora i autora estatunidenca d'origen japonès, principalment coneguda pel seu paper de Pamela Barnes Ewing a la telenovel·la de televisió de màxima audiència estatunidenca Dallas. Va passar nou anys a la sèrie de llarga durada, i va marxar el 1987. Després, va obrir la seva pròpia productora, Victoria Principal Productions, centrada principalment en pel·lícules de televisió. A mitjans de la dècada de 1980, es va interessar per les teràpies de bellesa natural i, el 1989, va crear una línia homònima de productes per a la cura de la pell, Principal Secret.
Principal es va convertir en una autora de best-sellers, escrivint tres llibres sobre bellesa, cura de la pell, fitness, benestar i salut: The Body Principal (1983), The Beauty Principal (1984) i The Diet Principal (1987). A la dècada de 2000, va escriure un quart llibre, Living Principal (2001). També ha estat nominada dues vegades al Globus d'Or.

## Primers anys
Vicki Ree Principal va néixer el 3 de gener de 1950 a Fukuoka, Japó, filla gran del sergent de les Forces Aèries dels Estats Units Victor Rocco Principal i Bertha Ree Principal (de soltera Veal). Va passar els seus primers tres mesos de vida al Japó.
Com que el seu pare era a l'exèrcit nord-americà, la família es va traslladar sovint. Va créixer a Londres, Puerto Rico, Florida, Massachusetts i Geòrgia, entre altres llocs. Va assistir a 17 escoles diferents, inclosa la Royal Ballet School mentre la seva família estava estacionada a Anglaterra.
Principal va començar la seva carrera en anuncis de televisió, apareixent en el seu primer als 5 anys. Després de graduar-se a la South Dade Senior High School el 1968, es va matricular al Miami–Dade Community College, amb la intenció d'estudiar medicina. Tanmateix, mesos abans d'acabar el primer any d'estudis, va resultar greument ferida en un accident de cotxe mentre anava a casa des de la biblioteca. L'altre conductor va ser condemnat per conduir ebri i va complir condemna a la presó. Principal va passar mesos en recuperació i es va enfrontar a la perspectiva d'haver de reprendre el primer any d'estudis. Després d'una introspecció seriosa, va canviar dràsticament el rumb mudant-se a la ciutat de Nova York per dedicar-se a la interpretació, i poc després a Europa. Va estudiar de manera privada amb Jean Scott (professor de la Royal Academy of Dramatic Art) a Londres, i el 1971 es va traslladar a Los Angeles.

## Carrera

### Actuació primerenca
El 1971, Principal es va traslladar a Los Angeles, Califòrnia. Va guanyar el seu primer paper al cinema com a Maria Elena, una mestressa mexicana, a La vida i l'època del jutge Roy Bean (1972) de John Huston (al costat de Paul Newman), per la qual va obtenir una nominació al Globus d'Or com a novell més prometedora. Sobre la base de la resposta positiva al treball d'actuació de Principal, el seu paper va ser ampliat per l'escriptor John Milius. Durant aquest període, va arribar Warren Cowan, qui es va presentar a la directora i es va oferir a representar-la de manera gratuïta durant l'any següent. Va anar a Arizona com una desconeguda; quan va tornar a Los Angeles tres mesos després, el vol comercial en el qual anava va ser rebut pels paparazzi. Després va tenir un paper protagonista a la pel·lícula atrevida de comèdia The Naked Ape (1973), que va ser cofinançada per Hugh Hefner, el fundador i editor de la revista Playboy. Va aparèixer nua al número de setembre de 1973 de Playboy per promocionar la pel·lícula. No obstant això, la pel·lícula va fracassar a la taquilla, cosa que va ser una decepció per a ella.

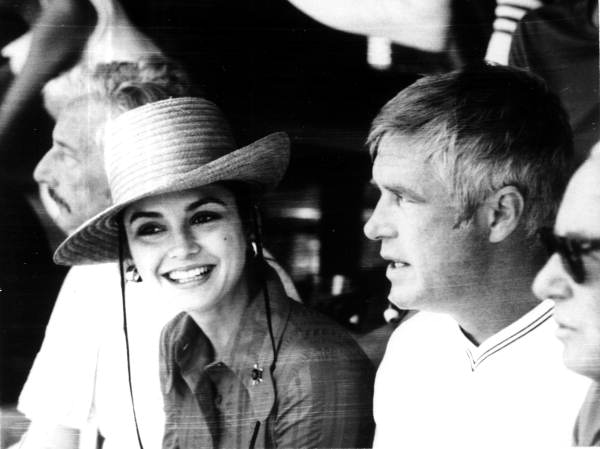
Principal i George Peppard, c. 1970

L'any 1974, va participar en la pel·lícula de catàstrofes d'èxit Terratrèmol. Principal va guanyar el paper secundari de Rosa Amici, superant tant a Susan Sarandon com a Kay Lenz. Abans de la seva tercera audició, va optar per tallar-li els cabells marrons que li arribaven fins a la cintura, tenyir-lo de negre i pentirnar-los en un estil afro. El director Mark Robson va quedar sorprès, però impressionat per l'arriscada transformació i la dedicació de Principal per mirar més a prop el personatge. La pel·lícula es va convertir en una de les pel·lícules més taquilleras de l'època i va rebre quatre nominacions als Oscars i dues als Globus d'Or. Va continuar actuant en pel·lícules menys conegudes com I Will, I Will... for Now i Vigilante Force. Principal va signar un acord per tres pel·lícules amb Brute Productions.

### Entre bastidors, transició i tornada a l'actuació
Principal va decidir deixar l'actuació i es va convertir en agent de talents i agent de reserves de Hollywood, que va ser la seva professió des de 1975 fins a finals de 1977. Aleshores tenia l'ambició d'estudiar a la Facultat de Dret i es mantindria si calia amb petits papers d'actuació a la televisió i al cinema, per poder finançar la seva futura matrícula universitària. El 1976, va tornar al seu personatge a Earthquake rodant escenes addicionals per ampliar el temps d'execució de la pel·lícula original per a l'estrena d'aquesta pel·lícula, i el 1977, va fer una aparició com a convidada al pilot de la sèrie de televisió Fantasy Island que es va emetre a la cadena ABC i a la pel·lícula de televisió de 1977 The Night They Took Miss Beautiful a la cadena NBC.
El desig de tornar a actuar va sorgir quan el productor de televisió Aaron Spelling va oferir a Principal un paper al pilot de la seva sèrie de televisió Fantasy Island, que ella va acceptar.

### SèrieDallas
Quan Principal va obtenir el guió de l'audició pilot per a Dallas, les seves ambicions de carrera acadèmica van canviar i va decidir tornar a la professió d'actriu a temps complet. Tal com Principal va explicar a TV Guide Network l'any 2004, «havia deixat l'actuació per ser agent i anava a la facultat de dret, però quan un amic li va deixar un guió de Dallas, el vaig llegir. Quan vaig acabar, vaig conèixer que la meva vida havia canviat, aquesta paper era meu. Així que vaig trucar a la persona [del casting] i li vaig dir: "Envio algú. "Ella va dir:" Qui? "Vaig dir: "Només posa el meu nom. Serà una sorpresa." I sens dubte va ser una sorpresa: vaig aparèixer amb mi! M'hi vaig enviar!» Principal va aconseguir el paper de Pamela Barnes Ewing a la llarga sèrie fulletó de televisió Dallas que es va emetre a la cadena CBS en horari de màxima audiència de 1978 a 1991. El director va explicar a People el 2018: "Quan vaig participar per al paper a Dallas, ja m'havia enamorat del programa i del paper. Així que la meva sensació des del moment en què el vaig llegir va ser que era increïblement especial i que jo realment, realment volia ser-ne part. No em podia imaginar no ser la Pam". Tal com va dir Principal a TV Insider el 2018, "Vaig creure que Dallas seria un èxit des del moment en què el vaig llegir. De fet, vaig rebutjar un paper important que hauria entrat en conflicte amb Dallas en la creença que m'oferirien el paper de la Pam. Així que això va passar!"
Principal va ser la seva pròpia gerent en les negociacions de contracte amb CBS i Lorimar Productions, que va produir Dallas. Quan Principal va signar el seu contracte per a Dallas, va eliminar la clàusula que hauria donat a la xarxa el dret a consentir i beneficiar-se dels seus esforços externs. Ella va explicar: "Com a resultat, per això, només es pot notar en retrospectiva, jo era l'única persona del repartiment que feia anuncis, que feia pel·lícules de la setmana, que escrivia llibres i tots aquests em pertanyen. Vaig mantenir el control i la propietat de la meva imatge. Ningú em posseeix".
Dallas es va convertir en un fenomen mundial amb la revelació del misteri cliffhanger "Qui va disparar a JR?" de 1980. Aleshores, va ser l'episodi de televisió més ben valorat de la història dels Estats Units. Titulat originalment "Who Done It", l'episodi és el quart episodi de la quarta temporada (1980–1981) de Dallas, i segueix sent la segona retransmissió en hora de màxima audiència de la història.
El 1981, Principal va aparèixer a la cançó "All I Have to Do Is Dream" amb el seu llavors xicot cantant Andy Gibb. El senzill va assolir el número 51 a la llista Hot 100 dels EUA.
El 1983, Principal va obtenir la seva segona nominació al Globus d'Or, aquesta vegada com a millor actriu en una sèrie de televisió per Dallas. Principal va utilitzar altres maneres de millorar el seu personatge, com ara prendre classes de veu per tenir un millor accent de Texas.
La relació de Pamela Ewing, el personatge de Principal, amb el personatge de Patrick Duffy, Bobby Ewing, va ser un dels components principals de la sèrie. El personatge de Duffy, però, va ser assassinat. Quan Duffy va tornar a Dallas el 1986, després de ser assassinat un any abans, els escriptors del programa van convertir tot l'any anterior de la sèrie en un somni que havia tingut la Pam. Això no va sentar gaire bé amb alguns dels fans del programa. En conseqüència, aquesta temporada de Dallas de vegades es coneix com la "temporada dels somnis" del programa, ja que tota la novena temporada era només el somni de Pam.
El 2018, recordant els primers dies de rodatge al plató de Dallas el 1978, Principal va dir a TV Insider: "El que més recordo del primer dia de rodatge de Dallas va ser una sensació inesperada de déjà vu. Tot era nou per a mi; Estava nerviós i, tanmateix, em sentia estranyament segura que estava on havia d'estar i amb la gent amb qui havia d'estar com si això hagués passat abans. Recordo mirar Patrick [Duffy] quan no ho sabia i vaig pensar: "aquesta és una persona agradable". I això va fer caure als seus braços i les nostres escenes d'amor d'aquell dia molt més fàcil i natural.
Descrivint la relació a la pantalla entre Principal i Duffy, o Bobby i Pam, Duffy va declarar a The Huffington Post l'any 2017: "Vam tenir una gran química al programa i això només es va posar al seu lloc. Va ser el càsting més afortunat, crec, que s'ha produït en molt de temps a la televisió. Tothom era absolutament perfecte per als papers que interpretaven. Per a un tema bàsicament de Romeu i Julieta per a Bobby i Pam, érem els dos actors més còmodes quan treballàvem junts. Victòria tenia un sentit de l'humor meravellós. Podríem tornar-nos bojos entre presa i presa i després tornar al moment.
Al llarg dels seus nou anys a Dallas, Principal va trobar fama mundial. Principal va deixar Dallas el 1987, després d'una decisió de dos anys de preparar-se amb els productors de la sèrie per a l'última temporada de l'arc del seu personatge. Tanmateix, com a actriu, va treballar intencionadament per separar la seva pròpia persona de la del seu personatge a la pantalla, tal com va explicar el 1987 a The New York Times en una entrevista durant la seva darrera setmana de rodatge al plató de Dallas. "S'ha fet molt de treball per mantenir la Victoria Principal separada de Pam Ewing. Continuar al programa més temps, realment segellaria el meu destí a la indústria".
Reflexionant sobre la seva etapa a Dallas, la directora va declarar a People el 2018: "A l'any set, era hora de renegociar el meu contracte i vaig ser molt sincera sobre la meva preocupació i la meva decepció, que havíem escrit tan bé i tantes trames meravelloses, i que quan va arribar el moment de renegociar els contractes dels escriptors, vaig sentir que uns quants escriptors havien marxat perquè no havien aconseguit el tracte adequat". Com va explicar més a Entertainment Weekly el 2018, "Els primers cinc anys a Dallas van ser tan increïblement meravellosos; després alguns escriptors clau van marxar, i l'any set hi va haver un descens en l'escriptura, que va ser una part enorme del meu decisió de marxar. Vaig informar als productors durant les renegociacions del setè any que només em quedaria dos més. Volien un contracte més llarg, i vaig dir que no. Vaig ser completament transparent. Vaig aprendre molt fent de Pam. Era algú amb tanta bondat innata i que va ser valenta en lluitar per allò en què creia. Va ser realment un privilegi interpretar-la".

### Després deDallas
Principal va protagonitzar diverses pel·lícules de televisió, algunes de les quals va produir a través de la seva productora Victoria Principal Productions, abans de deixar-los per centrar-se en els seus projectes de salut i benestar. Ha produït i protagonitzat mitja dotzena de produccions televisives importants, com ara Naked Lie (1989), Blind Witness (1989) i Sparks: The Price of Passion (1990).
El 1994, Principal va aparèixer en un episodi de l'exitosa sèrie de televisió estatunidenca Home Improvement. A finals de la dècada de 1990 i l'any 2000, va continuar apareixent com a estrella convidada en diverses comèdies de situació de televisió i sèries de drama en horari de màxima audiència, incloses Just Shoot Me!, Family Guy, Providence i The Practice, a més d'aparèixer com ella mateixa al programa de comèdia Tracey Takes On...
El 1998, Principal va protagonitzar el llargmetratge de comèdia francès Michael Kael vs. World News Company, escrit i protagonitzat per Benoît Delépine. El repartiment incloïa Marine Delterme, Mickey Rooney, Elliott Gould, William Atherton i Féodor Atkine. La trama se centra en un periodista que interromp la connivència cínica entre una entitat de tipus CNN i operadors encoberts a Washington el 1999, a la corporació internacional de notícies WNC, amb seu a Miami, on els copresentadors estrella Leila Parker (director) i James Denit (Atherton) s'odien. El seu cap, Coogan (Gould), els recorden que són la millor parella.
Principal va tornar a la telenovel·la en hora de màxima audiència l'any 2000, quan va aparèixer en una altra producció d'Aaron Spelling, la sèrie de televisió de curta durada de la NBC Titans, amb els companys protagonistes John Barrowman, Perry King i Yasmine Bleeth. Es van rodar tretze episodis, dels quals només onze es van arribar a emetre. Produïda per Spelling, la sèrie es va comercialitzar inicialment com una «Dinastia per al nou mil·lenni», intentant emular l'estil de la sèrie d'èxit anterior de Spelling. No obstant això, els baixos índex d'audiència van portar a NBC a cancel·lar la sèrie abans que es completés la seva primera temporada.
Després d'aparèixer a Titans, Principal va dedicar el seu temps completament a la seva empresa de cura de la pell i a activitats filantròpiques, tal com va confirmar a People el 2018, «Quan vaig complir els 50 anys, vaig sentir que volia fer un canvi a la meva vida», va dir, després de deixar Hollywood després del 2001, «El meu interès havia canviat de tal manera que perseguiria totalment la meva passió, que més i més realment va ser la meva empresa de cura de la pell i la creació de productes que podien ajudar a moltes persones.»
El 2004, Principal va aparèixer juntament amb altres membres del repartiment original de Dallas a Dallas Reunion: The Return to Southfork, un especial de televisió que celebrava la sèrie de primetime de 1978-1991 que es va emetre a CBS.

### Música
Principal va gravar una cançó pop a duet amb el cantautor angloaustralià Andy Gibb, titulada "All I Have to Do Is Dream" (1981). L'enregistrament és una versió de la cançó original de The Everly Brothers, escrita per l'equip de compositors marit i dona Felice i Boudleaux Bryant (acreditat únicament a Boudleaux), La cançó a duet Gibb/Principal de 1981 es va publicar a RSO Records l'agost de 1981. El senzill va assolir el número 51 del Billboard Hot 100 dels EUA el 12 de setembre de 1981. La cançó va ser l'últim senzill de Gibb i l'únic enregistrat per Principal.

## Empresària
Quan se li va preguntar sobre els beneficis del seu èxit emprenedor (el seu imperi per a la cura de la pell, autora de best-sellers, productora de televisió i cinema), Principal va declarar a The Huffington Post el 2012, que és "Treballar per mi mateix i estar disposada a assumir tota la culpa quan les coses van malament i feliç de prendre el mèrit quan ho faig bé".

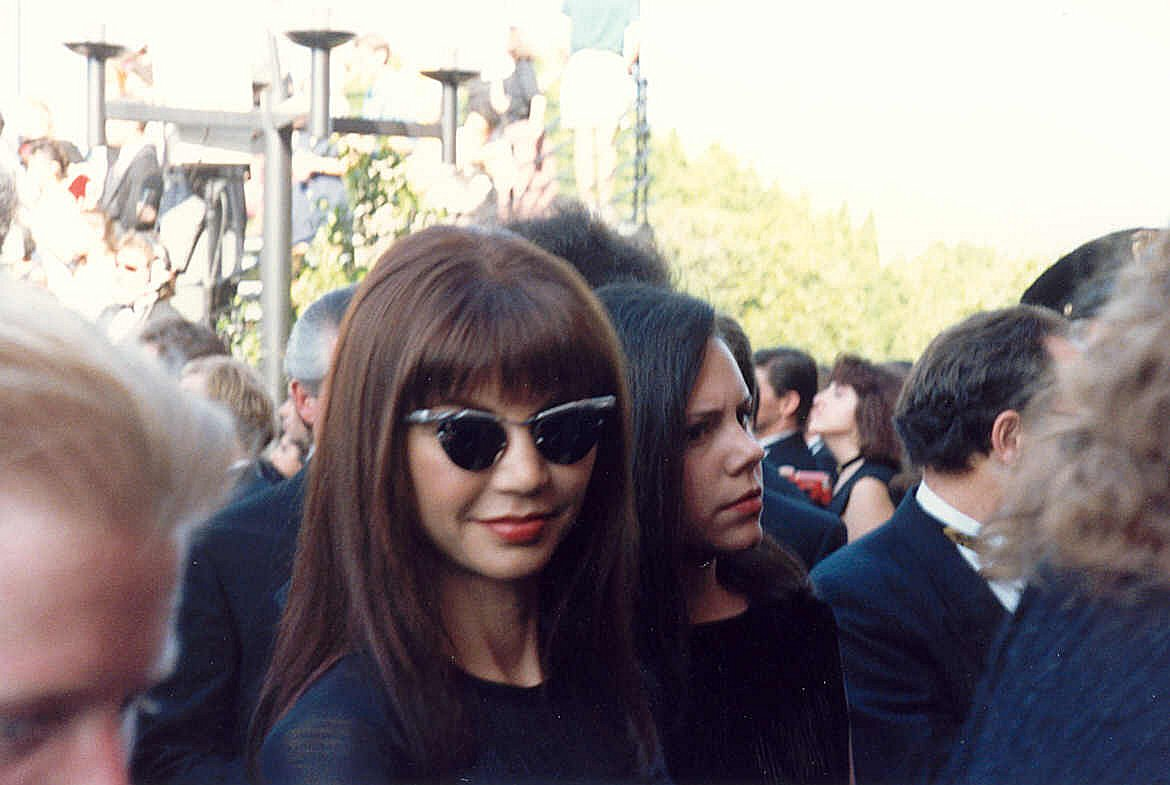
Principal als Premis Emmy de 1993

### Victoria Principal Productions
Després que Principal deixés la sèrie de televisió de Dallas el 1987, va començar la seva pròpia companyia de producció, Victoria Principal Productions, produint principalment pel·lícules de televisió. Principal va protagonitzar diverses pel·lícules de televisió, algunes de les quals va produir a través de la seva productora, abans de deixar-ho per centrar-se en els seus projectes de salut i benestar. Ha produït i protagonitzat mitja dotzena de produccions televisives importants, com ara Naked Lie (1989), Blind Witness (1989) i Sparks: The Price of Passion (1990).

### Principal Secret Skincare
A mitjans de la dècada de 1980, Principal es va interessar per les teràpies de bellesa natural i, el 1989, va crear una línia de productes per a la cura de la pell, Principal Secret. Durant els últims 25 anys, Principal ha construït el seu imperi per a la cura de la pell. L'any 2000, Principal es va convertir en membre de la Society of Cosmetic Chemists (SCC). El SCC es dedica a l'avenç de la ciència cosmètica i s'esforça per augmentar i difondre la informació científica mitjançant reunions i publicacions. El gener de 2011, va llançar una línia de joieria anomenada Keys & Hearts disponible al mateix lloc que la seva línia de cura de la pell.
L'agost de 2013, el CEO de Guthy Renker va revelar a Women's Wear Daily que el negoci de Principal, Principal Secret Skincare, tenia ingressos de més de 1.500 milions de dòlars fins llavors, un augment de més de mig milió de dòlars respecte als ingressos fins al 2007. Tal com va dir Principal a TV Insider el 2018, «Continuo dedicant-me apassionadament a dirigir la meva empresa de cura de la pell, Principal Secret. Estem a punt de celebrar 27 anys en el negoci. I mai he oblidat que Dallas em va donar el trampolí per aconseguir tants els meus somnis.»
L'abril de 2019, Principal va anunciar que deixava de Principal Secret amb Guthy Renker adquirint el negoci. Principal va anunciar que es centraria en la seva fundació The Victoria Principal Foundation for Thoughtful Existence.

## Llibres
A la dècada de 1980, Principal es va convertir en un autor més venut, escrivint tres llibres sobre bellesa, cura de la pell, fitness, benestar i salut: The Body Principal (1983), The Beauty Principal (1984) i The Diet Principal (1987). A la dècada de 2000, va escriure un quart llibre Living Principal (2001). Després de 12 setmanes a The New York Times Best Seller list a la categoria general de no ficció, The Body Principal va ser el primer best-seller número 1 de "Consells, instruccions i diversos" quan aquesta llista va debutar l'1 de gener de 1984.

## Vida personal
Principal s'ha casat i s'ha divorciat dues vegades i no té fills. Durant el rodatge de La vida i l'època del jutge Roy Bean (1972), va sortir amb l'actor Anthony Perkins, que va dir que va perdre la virginitat amb ella.
El seu primer matrimoni va ser amb l'escriptor i productor Christopher Skinner, a qui va conèixer l'any 1978 quan va tenir un paper a Dallas. La parella es va casar poc després de començar la seva relació; tanmateix, van sol·licitar el divorci dos anys més tard, el 1980 i va finalitzar l'any 1981.
Principal va tenir una relació d'alt perfil amb el cantautor angloaustralià Andy Gibb. La parella es va conéixer a The John Davidson Show el gener de 1981 i van tenir química de seguida. Van celebrar el seu amor en una cançó a duet, "All I Have to Do Is Dream" (1981), un èxit modest de les llistes pop que va arribar al número 51 del Billboard Hot 100 el 12 de setembre de 1981. L'enregistrament va ser l'últim senzill de Gibb, i l'únic senzill enregistrat per Principal. La relació va acabar el març de 1982, a causa de l'augment dels problemes d'addicció a les drogues de Gibb. Després de la mort de Gibb el 1988, Principal va explicar a People: «La nostra ruptura va ser precedida i precipitada pel consum de drogues d'Andy». Ella va aclarir: «Vaig fer tot el possible per ajudar-lo, però després li vaig dir que hauria de triar entre jo i el seu problema».
Principal va conèixer el destacat cirurgià plàstic de Beverly Hills el Dr. Harry Glassman el 1983. Es van casar el 22 de juny de 1985 a Dallas, quan Principal portava set anys en el seu paper a Dallas. La parella va viure a Beverly Hills. El maig de 2006, Principal va sol·licitar el divorci, citant diferències irreconciliables. La parella es va divorciar el desembre de 2006, i Principal va dir: «Hem tingut una relació amorosa des de fa més de 20 anys.»
Principal més tard es va traslladar a Malibu, Califòrnia. Posseeix propietats a Big Sur, Califòrnia i a Suïssa.
L'any 2007, Principal va mostrar interès en preparar-se per al seu vol reservat a l'empresa de vol espacial comercial de Richard Branson, el bitllet de pas galàctic que va comprar el 2009. Principal va declarar: «Anar a l'espai compleix molts desitjos que tinc de veure el planeta, anar ràpid, anar a un lloc on hi ha estat molt poca gent, i amb sort tornar a baixar!» El 2012, Principal es va retirar del programa dirigit per Branson.
Des del 2012, Principal ha desenvolupat una finca fora de Los Angeles, on rescata i rehabilita animals.

## Filmografia

### Cinema
| Any  | Títol                                   | Paper             | Notes                                                     |
| ---- | --------------------------------------- | ----------------- | --------------------------------------------------------- |
| 1972 | La vida i l'època del jutge Roy Bean    | Maria Elena       | Nominada - Globus d'Or a la novell més prometedora - Dona |
| 1973 | The Naked Ape                           | Cathy             |                                                           |
| 1974 | Terratrèmol                             | Rosa Amici        |                                                           |
| 1976 | I Will, I Will... for now               | Jackie Martin     |                                                           |
| 1976 | Patrulla de vigilància                  | Linda Christopher |                                                           |
| 1998 | Michael Kael vs. the World News Company | Leila Parker      |                                                           |

### Televisió
| Year       | Title                                           | Role                               | Notes |
| ---------- | ----------------------------------------------- | ---------------------------------- | --- |
| 1973       | Love, American Style                            | Valerie Stephens                   | 2 episodeis |
| 1973       | Love Story                                      | Karen                              | Episodi: "When the Girls Came Out to Play" |
| 1974       | Banacek                                         | Brooke Collins                     | Episodi: "Fly Me- If You Can Find Me" |
| 1975       | Last Hours Before Morning                       | Yolanda Marquez                    | TV movie |
| 1977       | Fantasy Island                                  | Michelle                           | Episodi pilot |
| 1977       | The Night They Took Miss Beautiful              | Reba Bar Lev                       | TV movie |
| 1978–1987  | Dallas                                          | Pamela Barnes Ewing                | Paper regular, 251 episodis Nominada - Globus d'Or a la millor actriu en sèrie de televisió dramàtica (1983) Nominada - Premi Soap Opera Digest a una actriu en un paper protagonista en una sèrie d'horari de màxima audiència (1986) Nominada - Premi Soap Opera Digest a la super parella favorita en horari de màxima audiència (1988) |
| 1979       | Greatest Heroes of the Bible                    | Esther                             | Episodi: "The Story of Esther" |
| 1979       | Hawaii Five-O                                   | Dolores Kent Sandover              | Episodi: "The Year of the Horse" |
| 1980       | Pleasure Palace                                 | Patti Flynn                        | TV movie |
| 1982       | Not Just Another Affair                         | Dr. Diana Dawson                   | TV movie |
| 1982       | Fridays                                         | Ella mateixa                       | Live TV espectacle de varietats còmic. ABC |
| 1987       | Mistress                                        | Rae Colton                         | TV movie |
| 1989       | Naked Lie                                       | Joanne Dawson                      | TV movie |
| 1989       | Blind Witness                                   | Maggie Kemlich                     | TV movie |
| 1990       | Sparks: The Price of Passion                    | Patricia Sparks                    | TV movie |
| 1991       | Don't Touch My Daughter                         | Linda                              | TV movie |
| 1992       | The Burden of Proof                             | Margy Allison                      | TV movie |
| 1992       | Seduction: Three Tales from the 'Inner Sanctum' | Patty/Sylvia/Joan/Lisa             | TV movie |
| 1993       | River of Rage: The Taking of Maggie Keene       | Maggie Keene                       | TV movie |
| 1994       | Beyond Obsession                                | Eleanor DiCarlo                    | TV movie |
| 1994       | Home Improvement                                | Les Thompson                       | Episodi: "Swing Time" |
| 1995       | Dancing in the Dark                             | Anna Forbes                        | TV movie |
| 1996       | The Abduction                                   | Kate Finley                        | TV movie |
| 1997       | Love in Another Town                            | Maggie Sorrell                     | TV movie |
| 1999       | Tracey Takes On...                              | Ella mateixa                       | Episodi: "Tracey Takes On... Erotica" |
| 1999       | Just Shoot Me!                                  | Roberta                            | Episodi: "Love Is in the Air" |
| 1999–2001  | Jack &amp; Jill                                 | Mrs. Cecilia Barrett               | 3 episodis |
| 1999, 2000 | Family Guy                                      | Pamela Ewing/Dr. Amanda Rebecca    | Episodis: "Da Boom", "Road to Rhode Island" |
| 2000       | Providence                                      | Donna Tupperman                    | 3 episodis |
| 2000       | The Practice                                    | Courtney Hansen                    | Episodi: "Black Widows" |
| 2000–2001  | Titans                                          | Gwen Williams                      | Regular, 13 episodis |
| 2004       | Dallas Reunion: The Return to Southfork         | Ella mateixa / Pamela Barnes Ewing | Especial de TV |

## Llibres
- The Body Principal.  Nova York: Simon and Schuster, 1983. ISBN 0-671-46684-4.
- The Beauty Principal. Nova York: Simon and Schuster, 1984; ISBN 0-671-49643-3.
- The Diet Principal. Nova York: Simon and Schuster, 1987; ISBN 0-671-53082-8.
- Living Principal: Looking and Feeling Your Best at Every Age. Nova York: Villard, 2001; ISBN 0-375-50488-5.